# Geometry of Love
«Geometry of Love» — двенадцатый студийный альбом Жана-Мишеля Жарра, вышедший в 2003 году.

## Об альбоме
Geometry of Love сочинен специально для VIP-комнаты Парижского клуба Жана Роша.
Обложка альбома представляет собой пикселированное и повернутое на 90 градусов изображение лобка Изабель Аджани, подруги композитора на тот момент.
В большинстве композиций использовалось фортепиано. Так, например трек «Near Djaina» представляет собой фортепианную композицию, а А композиции «Soul intrusion» и «Skin paradox» имеют одинаковую мелодию.
Трек «Velvet road» представляет собой ранее неизданную композицию под названием «Childrens of space» с концерта на Окинаве 2001 года. В данной версии отсутствует вокал.

## Список композиций
1. Pleasure Principle
2. Geometry of Love part 1
3. Soul Intrusion
4. Electric Flesh
5. Skin Paradox
6. Velvet Road
7. Near Djaina
8. Geometry of Love part 2